# القوز (لودر)

تعديل مصدري - تعديل

القوز هي إحدى قرى عزلة زارة بمديرية لودر التابعة لمحافظة أبين، بلغ تعداد سكانها 1191 نسمة حسب تعداد اليمن لعام 2004.